# 卡兰县

所在位置

卡兰县（乌尔都语：خاران），巴基斯坦俾路支省的一个县，位于该省西部。总面积8,958 km2（3,458.7 sq mi），总人口96,900（1998）。

## 行政区划
卡兰县分为5个乡。